# Moringua bicolor
Moringua bicolor är en fiskart som beskrevs av Johann Jakob Kaup, 1856. Moringua bicolor ingår i släktet Moringua och familjen Moringuidae. Inga underarter finns listade i Catalogue of Life.